# Pedro López de Ayala el Tuerto

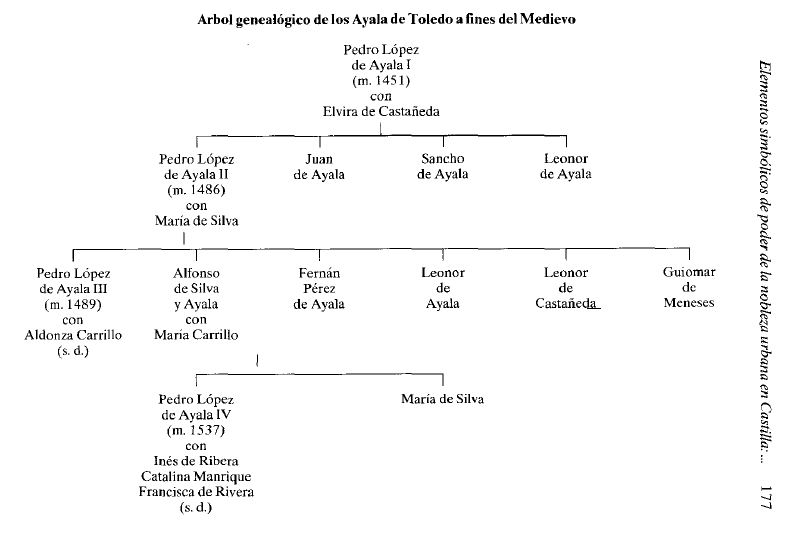
Árbol genealógico de los Ayala en Toledo

Pedro López de Ayala el Tuerto (m. 1451) fue un noble castellano. Era hijo de Pero López de Ayala, señor de Ayala y canciller mayor de Castilla, y de Leonor de Guzmán.
Fue señor de Fuensalida, Huecas y Peromoro, aposentador mayor del rey Juan II de Castilla y alcalde mayor de Toledo.

## Biografía
El de los Ayala fue uno de los linajes que pasó al primer plano social y político de la corona de Castilla con la instauración de la dinastía Trastámara. El célebre canciller Ayala (1332-1407), al final de sus días, estableció una división de su descendencia en dos ramas independientes: la de su primogénito Fernán Pérez se establecería en Álava, en el solar ancestral del linaje; la de su hijo segundo Pedro López se asentaría en Toledo.
En 1404 Pedro López de Ayala compra todas las tierras de Fuensalida, con su jurisdicción, fundando su mayorazgo en favor de su hijo Pedro López de Ayala y Castañeda. Esta venta determinará fuertemente el futuro de esta localidad, ya que los López de Ayala, en los próximos siglos serán dueños de la práctica totalidad de sus tierras, ligando el apogeo de su Casa al de Fuensalida. El 10 de abril de 1445, Juan II de Castilla, dona el señorío de Fuensalida a Don Pedro López de Ayala, como pago de sus servicios, convirtiéndose así en el primer señor de Fuensalida. Y era apodado el Tuerto, por haber perdido un ojo en la batalla y cerco de Antequera en 1410.
Desempeñó también los cargos de Aposentador mayor del Rey, Alguacil mayor de Toledo y Alcaide de sus Alcázares. Merece también especial mención la leyenda de El beso (Bécquer), de la cual es protagonista junto a su mujer y un oficial francés.
Falleció en 1450.

## Matrimonio
Contrajo matrimonio con Elvira de Castañeda y Orozco, hija de Juan Rodríguez de Castañeda, señor de Hormaza, que murió en la Batalla de Aljubarrota, y de María de Orozco, con quien tuvo un hijo y una hija:
- Pedro López de Ayala el Sordo (m. después de 1484). Fue señor y luego conde de Fuensalida por concesión del rey Juan II de Castilla, y fue también su aposentador mayor y alférez mayor del pendón de la Orden de la Banda.[2]
- Leonor de Ayala y Castañeda. Contrajo matrimonio con Diego López Dávalos, señor de Arenas y de la hacienda de Talavera, de quien tuvo descendencia.